# Cinepak

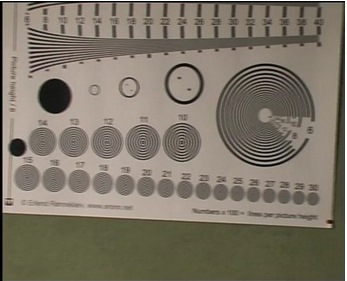
Catégorie : MPEG, Video compression

Cinepak est un codec vidéo développé par SuperMatch, une division de SuperMac Technologies et diffusé pour la première fois en 1992 en tant que partie de la suite vidéo QuickTime.
Il a été créé pour encoder les vidéo en une définition de 320×240 à un taux de transfert de 150 kb/s. Le codec a été porté sur la plateforme Windows en 1993. il a également été utilisé sur les premières générations de consoles de jeux vidéo à lecteur CD-ROM comme l'Atari Jaguar CD, la Sega CD, la Sega Saturn ou la 3DO.
C’était le codec vidéo des premières versions de QuickTime et de Microsoft Video for Windows mais a été plus tard remplacé par Sorenson, Intel Indeo et plus récemment MPEG-4 et H.264. Cependant, les films compressé avec Cinepak sont généralement lisibles avec la plupart des lecteurs multimédia.
Cinepak est basé sur la quantification vectorielle, qui est significativement différente de l’algorithme de transformée en cosinus discrète qui est utilisé par la plupart des codecs courants (en particulier la famille MPEG ainsi que JPEG). Cela permet l’implémentation sur les processeurs relativement lents mais a pour effet d’imposer un encodage à faible débit.
Le nom originel de ce codec était CompactVideo ce qui explique son identificateur FourCC : CVID.